# Pee Wee Ellis
Alfred James 'Pee Wee' Ellis (Bradenton, 21 april 1941 – Dorset, 24 september 2021) was een Amerikaanse jazz-, funk- en soulsaxofonist, componist en arrangeur. Met een achtergrond in jazz, was hij een belangrijk lid van de band van James Brown tijdens de jaren 1960. Hij speelde op veel van Browns meest opmerkelijke opnamen en schreef mee aan hits als Cold Sweat en Say It Loud - I'm Black and I'm Proud. Hij werkte ook nauw samen met Van Morrison. In de biografische film Get on Up over James Brown uit 2014 wordt Ellis gespeeld door Tariq Trotter (Black Thought, MC from the Roots). In latere jaren werd hij een inwoner van Engeland en woonde hij in de stad Frome in het graafschap Somerset.

## Biografie
Ellis werd geboren als Alfred James Ellis op 21 april 1941 in Bradenton, Florida bij zijn moeder Elizabeth en zijn vader Garfield Devoe Rogers jr. In 1949 trouwde zijn moeder met Ezell Ellis en het gezin verhuisde naar Lubbock, Texas, waar Ellis zijn bijnaam 'Pee Wee' kreeg. Pee Wee betekent 'kleintje', niet ongebruikelijk voor een jongen van 8 jaar. Hij gaf zijn eerste openbare optreden in 1954 aan de Dunbar Junior High School. Nadat Ezell Ellis in 1955 werd vermoord, verhuisden de overgebleven leden van de familie naar Rochester (New York). Tijdens zijn studie aan Madison High School speelde hij professioneel met jazzmuzikanten als Ron Carter en Chuck Mangione. In 1957 verhuisde hij naar New York, waar hij de Manhattan School of Music bezocht en regelmatig les kreeg van Sonny Rollins. In 1960 verhuisde hij terug naar Florida, waar hij werkte als bandleider, muzikaal leider en schrijver.
Ellis speelde van 1965 tot 1969 met de James Brown Revue. Terwijl hij bij Brown was, arrangeerde en schreef hij mee aan hits als Cold Sweat en Say It Loud - I'm Black and I'm Proud. In 1969 keerde hij terug naar New York. Hij werkte als arrangeur en muzikaal leider voor het Kudu-label van CTI Records en werkte samen met artiesten als George Benson, Hank Crawford en Esther Phillips. Eind jaren 1970 verhuisde hij naar San Francisco en vormde een band met voormalig Miles Davis sideman David Liebman, met wie hij The Chicken opnam, dat een favoriet zou worden van Jaco Pastorius. Tussen 1979 en 1986 werkte hij met de band van Van Morrison als arrangeur en muzikaal leider en vervolgens weer van 1995 tot 1999. Hij gaf ook af en toe gastoptredens in de periode 1988-2006.
Eind jaren 1980 vormde Ellis de JB Horns met enkele muzikanten met wie hij had samengewerkt tijdens zijn tijd met James Brown.. Met Fred Wesley en Maceo Parker nam hij een aantal albums op die een versie van jazz-funk definieerden. De band toerde ook door Europa. In 1992 hervatte hij zijn solo-opnamecarrière. Ellis verscheen ook naast Bobby Byrd in de JB All Stars. In 1995 liet Ellis de diversiteit van zijn muzikale interessen en talenten zien, speelde hij tenorsax en arrangeerde hij de blazers voor het album Worotan door Oumou Sangaré uit Mali, de zogenaamde "Songbird of Wassoulou". Hij werkte samen bij het World Circuit label samen met onder anderen Ali Farka Touré, Cheikh Lô, Angá Diaz en de bekende Cubaanse bassist Cachao. Zijn eigen band The Pee Wee Ellis Assembly bleef sinds 1992 consequent werken. Ellis was druk bezig met veelzijdige artiesten. Hij arrangeerde eigen albums, was een gerespecteerde sessiemuzikant en gaf les.
Tussen 2009 en 2011 toerde Ellis met het Afro-Amerikaans eerbetoon Still Black Still Proud aan James Brown, met veel bijval in zowel de Verenigde Staten als Europa. Speciale gasten waren Vusi Mahlasela, Maceo Parker, Cheikh Lo,, The Mahotella Queens en de Ghanese rapper Ty. Sinds 2012 toerde Ellis met de Ginger Baker Jazz Confusion, een kwartet bestaande uit Ellis, drummer Ginger Baker, bassist Alec Dankworth en percussionist Abass Dodoo. In juli 2014 werd kreeg Ellis een eredoctoraat aan de Bath Spa University in Bath. Ook ondersteunde hij lokale muziek als beschermheer (en een van de belangrijkste artiesten) van het Bristol International Blues and Jazz Festival in Bristol.

## Discografie

### Solo-opnamen
- 1977: Home in the Country (Savoy)
- 1992: Blues Mission (Gramavision)
- 1993: Twelve and More Blues (Minor Music)
- 1994: Sepia Tonality (Minor Music)
- 1995: Yellin Blue
- 1996: A New Shift (Minor Music)
- 1997: What You Like (Minor Music)
- 2000: Ridin Mighty High (Skip Records)
- 2001: Live and Funky (Skip Records)
- 2005: Different Rooms (Skip Records)
- 2011: Tenoration (Art of Groove, MIG-Music)
- 2013: The Spirit of Christmas (Minor Music GmbH)
- 2015: The Cologne Concerts (Minor Music GmbH)

### Met James Brown
- Star Time - een retrospectief van vier cd's over de carrière van James Brown

### Met Van Morrison
- 1979: Into the Music (Polydor)
- 1980: Common One (Polydor)
- 1982: Beautiful Vision (Polydor)
- 1983: Inarticulate Speech of the Heart (Polydor)
- 1984: Live at the Grand Opera House Belfast (Polydor)
- 1985: A Sense of Wonder (Polydor)
- 1995: Days Like This (Polydor)
- 1996: How Long Has This Been Going On (Mercury)
- 1996: Tell Me Something: The Songs of Mose Allison (Verve)
- 1997: The Healing Game (Mercury)
- 1998: The Philosopher's Stone (Polydor)
- 1999: Back on Top (Polydor)
- 2006: Live at Montreux 1980/1974 dvd (Exile) - (Pee Wee Ellis is prominent aanwezig in het optreden van 1980 met solo's, vooral als de tweelingbroer van Morrisons zang op Troubadours.)

### Met The JB Horns
- 1990: Finally Getting Paid (Minor Music)
- 1991: Pee Wee, Fred and Maceo (Gramavision)
- 1993: Funky Good Time - Live (Gramavision)
- 1994: I Like It Like That

### Met Maceo Parker
- 1990: Roots Revisited (Minor Music)
- 1991: Mo' Roots (Minor Music)
- 1992: Life on Planet Groove (Minor Music)
- 1993: Southern Exposure (Minor Music)
- 1994: Maceo (Minor Music)

### Andere bijdragen
Ginger Baker
- 2014: Why? (Motema Music)

Met Brass Fever
- 1976: Time Is Running Out (Impulse!)

Met George Benson
- 1973: Body Talk (CTI Records)

Met Hank Crawford
- 1971: It's a Funky Thing to Do (Cotillion)

Met Dave Liebman
- 1975: Light'n Up, Please! (Horizon)

Met Jack McDuff
- 1974: The Fourth Dimension (Cadet)
- 1975: Magnetic Feel (Cadet)

Met The Rebirth Brass Band, Troy 'Trombone Shorty' Andrews, Fred Wesley, Maceo Parker en Lenny Kravitz
- 2007: Whole Lotta Lovin' op Goin' Home: A Tribute to Fats Domino (Vanguard)

Met Shirley Scott
- 1971: Mystical Lady (Cadet)

Met Sonny Stitt
- 1975: Dumpy Mama (Flying Dutchman)

Met Leon Thomas
- 1972: Blues and the Soulful Truth (Flying Dutchman)
- 1973: Full Circle (Flying Dutchman)

Met Ali Farka Touré
- 2006: Savane (World Circuit)

- Bibliothèque nationale de France: cb14014336q (data)
- Gemeinsame Normdatei: 134867505
- International Standard Name Identifier: 0000 0000 8161 1583
- Library of Congress Control Number: n91106544
- MusicBrainz: 6fd0f3e6-e490-449a-8573-f8f1fe551c8d
- Nationale Bibliotheek van Tsjechië: xx0064719
- Nederlandse Thesaurus van Auteursnamen: 072215372
- Virtual International Authority File: 85720667
- WorldCat: E39PBJfrP9rKGMQjCDWmFWJ7HC